# Djurrättsalliansen
Djurrättsalliansen är en svensk djurrättsorganisation som drivs i form av ideell förening. Organisationen arbetar för att öka djurs rättigheter och anser att alla former av djurhållning är oetiskt. Djurrättsalliansen förespråkar veganism.

## Historia
I november 2009 publicerade gruppen smygfilmat material från svenska grisgårdar som påvisade dåliga levnadsförhållanden. Det väckte stor uppmärksamhet i media och kom att kallas grisskandalen. Två av Djurrättsalliansens medlemmar som hade filmat dömdes senare för olaga intrång.
Året efter, 2010, visade Djurrättsalliansen upp minkarnas situation på svenska minkfarmer genom att ha smygfilmat på en stor del av landets farmer.
Djurens Rätts pris, Guldråttan, delades 2010 ut till Djurrättsalliansen, för dess avslöjande av den svenska grishållningen. Priset delas ut årligen till någon eller några som har gjort en exceptionell insats för djuren.
I slutet av 2009 kunde Djurrättsalliansen tillsammans med Animal Defenders International se till att tre försöksapor från Smittskyddsinstitutet pensionerades och flyttades till ett djurhem för apor i England. De tre aporna, Bacill, Bacillusk och Baloo, kom till Smittskyddsinstitutet 2003 och användes i ett djurförsök kring hjärnforskning, där den ursprungliga planen var att de skulle avlivas efter försökets slut.
2014 omplacerade organisationen 243 chinchillor från Sveriges sista chinchillafarm för pälsproduktion. 

## Kampanjer, granskningar och avslöjanden
Djurrättsalliansen har bedrivit ett antal kampanjer (i urval):
- Kampanjen "Ett liv som gris"[13], som publicerade bilder och filmer från grisfarmer i Sverige, gav upphov till stor uppmärksamhet i media och kom att kallas grisskandalen.[3][4][5]

- Kampanjen "§ 4 - Sveket Mot Minkarna"[14] fick viss medial och politisk uppmärksamhet.[15]. Länsstyrelsen gjorde då extrainspektioner vid några av de utpekade minkfarmerna men fann inte den utbredda vanvård som Djurrättsalliansen hävdat.[16]
- I januari 2019 uppmärksammades ett djurförsök på labradorer vid Göteborgs universitet av Djurrättsalliansen.[17] Försöket väckte stor uppmärksamhet och engagemang hos allmänheten och på bara en vecka samlades över 84 000 namnunderskrifter in och överlämnades till Göteborgs universitet.[18] Även många kända profiler som Louise Boije af Gennäs, Rickard Söderberg, Mian Lodalen och Lars-Åke Wilhelmsson engagerade sig i hundarnas öde och skrev en debattartikel i hopp om att rädda hundarna[19] och musikproducenten Anders Bagge erbjöd sig att ta hand om en av hundarna.[20]  I utlandet engagerade sig komikern Ricky Gervais och skådespelaren Peter Egan.[21] Även engelsk massmedia följde hundarnas situation i Sverige. The Times[22], The mirror[23] och The Daily Mail,[24] rapporterade om djurförsöken på hundar vid Göteborgs universitet. Trots detta avlivades hundarna i slutet av februari 2019.[25]
- I juni 2020 filmade Djurrättsalliansen hur personal vid Sveriges största äggföretag, CA Cedergren, plågade hönor till döds. Hönorna slogs med påkar och en klämdes ihjäl i en dörr. Efter att SVT[26] visade filmen för länsstyrelsen i Kalmar polisanmäldes händelsen.
- Den 12 januari 2021 sände TV4-nyheterna Djurrättsalliansens smygtagna filmer från ett svenskt KRAV-slakteri [27]. På filmerna, inspelade under flera dygn, slår slakteripersonalen grisar med kedjor, stampar dem i ansiktet och slaktar djur som inte är bedövade[28]. Efter avslöjandet drog KRAV tillbaka sin certifiering[29] och slakteriet stängdes[30]. När länsstyrelsen hade gått igenom över 140 timmar av Djurrättsalliansens filmmaterial, polisanmäldes fyra identifierade personer på slakteriet för djurplågeri och brott mot djurskyddslagen[31]. Filmerna från slakteriet drog igång en debatt i riksdagen om att införa obligatorisk kameraövervakning på svenska slakterier[32]. Av de fyra personer som polisanmäldes åtalades två personer[33]. I april 2024 dömdes båda personerna för djurplågeri och brott mot djurskyddslagen till villkorlig dom och dagsböter[34]. Djurrättsalliansens menar att fallet visar på samhällets dubbelmoral när det kommer till djur[35].

## Kritik
I ett reportage i radioprogrammet Kaliber uppmärksammades år 2010 bland annat Djurrättsalliansens försök att få pälshandlare att sluta med sin verksamhet, i programmet uppmärksammades även påstådda kopplingar mellan Djurrättsalliansen och Djurens Befrielsefront.
I juni 2014 dömdes flera aktiva och framstående personer inom Djurrättsalliansen till fängelse av Göta hovrätt för flera medialt uppmärksammade brott mot minkfarmare och deras anhöriga. De dömdes för bland annat brott mot griftefrid, olaga hot, skadegörelse och mordbrand. Brotten begicks i en annan organisations namn - Djurrättsmilisen. Djurrättsalliansen tog avstånd från handlingarna och de som dömdes för brotten uteslöts ur organisationen.